# Vejby Strand
Vejby Strand är en kust- och fritidshusort i Gribskovs kommun på norra Själland i Danmark, med 415 invånare (2017).